# Sainte-Colombe (Doubs)
Sainte-Colombe ist eine französische Gemeinde mit 482 Einwohnern (Stand: 1. Januar 2022) im Département Doubs in der Region Bourgogne-Franche-Comté.

## Geographie
Sainte-Colombe liegt auf 830 m über dem Meeresspiegel, etwa sieben Kilometer westsüdwestlich der Stadt Pontarlier (Luftlinie). Das Dorf erstreckt sich im Jura, am südlichen Rand des weiten Hochplateaus von Arlier (Pontarlier-Frasne) nahe dem kanalisierten Lauf des Drugeon, am Nordfuß der Montagne du Laveron. 
Die Fläche des 10,49 km² großen Gemeindegebiets umfasst einen Abschnitt des französischen Juras. Der nördliche Teil des Gebietes wird vom Hochplateau von Arlier eingenommen, das durchschnittlich auf 820 m liegt. Es ist teils von Wiesland, teils von Moorgebieten bedeckt. Die nördliche Grenze verläuft entlang dem Drugeon, einem Zufluss des Doubs, der einst durch die Moorfläche mäandrierte und heute kanalisiert ist. Nach Süden erstreckt sich das Gemeindeareal auf den breiten, überwiegend bewaldeten Höhenrücken der Montagne du Laveron, der in geologisch-tektonischer Hinsicht eine Antiklinale des Faltenjuras bildet. Hier wird mit 1024 m die höchste Erhebung von Sainte-Colombe erreicht. Es gibt hier keine oberirdischen Fließgewässer, weil das Niederschlagswasser im verkarsteten Untergrund versickert.
Nachbargemeinden von Sainte-Colombe sind Bannans und Chaffois im Norden, Granges-Narboz im Osten, La Planée im Süden sowie La Rivière-Drugeon im Westen.

## Sehenswürdigkeiten
|  |  |

Die Dorfkirche von Sainte-Colombe wurde 1845 im Stil des Klassizismus erbaut. An erhöhter Lage südlich des Dorfes steht die 1869 errichtete Kapelle Notre-Dame du Bon Secours.

## Bevölkerung
| Jahr                       | 1962 | 1968 | 1975 | 1982 | 1990 | 1999 | 2006 | 2016 |
| Einwohner                  | 167  | 152  | 186  | 224  | 255  | 232  | 264  | 394  |
| Quellen: Cassini und INSEE |      |      |      |      |      |      |      |      |

Mit 482 Einwohnern (1. Januar 2022) gehört Sainte-Colombe zu den kleinen Gemeinden des Départements Doubs. Nachdem die Einwohnerzahl in der ersten Hälfte des 20. Jahrhunderts markant abgenommen hatte (1881 wurden noch 320 Personen gezählt), wurde seit Beginn der 1970er Jahre wieder ein deutliches Bevölkerungswachstum verzeichnet.

## Wirtschaft und Infrastruktur
Sainte-Colombe war bis weit ins 20. Jahrhundert hinein ein vorwiegend durch die Landwirtschaft, insbesondere Milchwirtschaft und Viehzucht, sowie durch die Forstwirtschaft geprägtes Dorf. Daneben gibt es heute einige Betriebe des lokalen Kleingewerbes. Mittlerweile hat sich das Dorf auch zu einer Wohngemeinde gewandelt. Viele Erwerbstätige sind Wegpendler, die in den größeren Ortschaften der Umgebung, hauptsächlich in Pontarlier ihrer Arbeit nachgehen.
Die Ortschaft liegt abseits der größeren Durchgangsstraßen an einer Departementsstraße, die von Pontarlier nach La Rivière-Drugeon führt. Eine weitere Straßenverbindung besteht mit La Planée. Sainte-Colombe besitzt einen Bahnhof an der Eisenbahnlinie, die Frasne mit Pontarlier und Neuenburg verbindet.